# Počátky českých novin ve Spojených státech amerických
Počátky českých novin ve Spojených státech amerických spadají do období 1850 až 1875, kdy na americkém území vznikala první česká periodika.
V období let 1850 až 1859 přijížděly do USA skupiny přistěhovalců z historických zemí Čech a Moravy. Mezi nimi byla řada vlastenců, kteří chtěli organizovat krajany, podpořit český jazyk a kulturu. České noviny měly být kromě spolkové činnosti jedním z hlavních prostředků. Češi často neměli finanční prostředky, aby mohli zahájit vydávání novin. Proto se zřizovaly akcionářské výbory nebo byl zastaven osobní majetek. 
O vydávání českých novin v Americe se pokusil již Vojta Náprstek, který chtěl v Milwaukee vydávat český časopis pomocí vydaných akcií, jež zakoupil jeho otec a další Češi a Moravané. Pro nedostatek čtenářů Náprstek nakonec od tohoto úmyslu ustoupil a začal vydávat německý Milwaukee Flug-Blätter (1852–1855). Akcie původně určené k zajištění českých novin se tak staly základem pro vydávání listu, který byl český pouze osobou vydavatele. V roce 1855 po zániku Milwaukee Flug-Blätter začal Náprstek navštěvovat české osady a připravovat půdu pro opravdu české noviny.

## Slowan Amerikánský(1860–1861)
Vydavatelem a redaktorem prvních českých novin v Americe byl František Kořízek. List pojmenovaný Slowan Amerikánský vyšel 1. ledna 1860 v Racine (stát Wisconsin). Noviny byly tištěny švabachem. Kořízek uspořil peníze na vznikající česká písmena a dal dokonce do zástavy svůj dům, aby bylo možné nakoupit tiskařský lis a papír. Později se obrátil na Jana Bártu (dále uváděn jako Bárta Letovský), aby vedl redakci. František Kořízek se věnoval též spolkové práci mezi krajany, byl u zrodu amerického spolku Slovanská Lípa, Českobratrského spolku a dalších. Je svázán i s dalším obdobím českých novin, např. od ledna 1877 vydával týdeník Dennice Novověku věnovaný rozvoji duchovní svobody.

## Národní Noviny(21. ledna 1860 – 24. června 1861)
Po 3 týdnech od prvního vydání listu Slowan Amerikánský vyšly druhé české listy nazvané Národní Noviny. Jednalo se o první noviny tohoto jména. Na jejich vydávání se podíleli zejména Jan Bolemil Erben, Hynek Sládek a Jan Borecký. Národní Noviny však měly problémy s účetnictvím, takže nakonec zanikly a sloučily se spolu se Slowanem Amerikánským v českých novinách Slávie.

## Slávie(30. září 1861 – 1918)
Úspěšné české noviny začaly vycházet v říjnu 1861 a tiskly se stejně jako Slowan Amerikánský v Racine. Zde byli naši krajané vždycky velmi aktivní. Bylo to i tím, že podle sčítání v polovině roku 1870 zde žilo 9344 našich krajanů a v Chicagu pro porovnání pouze 6277.
Slávie byla zasílána do New Yorku, Indiany, Pensylvánie, Ohia, Michiganu, Missouri, Illinois, Iowy, Minnesoty a Kalifornie. Prvním redaktorem byl Jan Bolemil Erben. Na vydávání se podíleli František Kořízek, Bárta Letovský a František Rostislav Mráček, který byl krátce i redaktorem. Po něm převzal redakci Vojtěch Mašek, který se velmi aktivně věnoval národnímu životu v Racine a to hlavně ve spolku Slovanská Lípa. V tomto období byla Slávie v popředí snah o organizační stmelení všech českých Slovanských Líp v jedno centrum zvané Národní Jednota. Mašek byl také u zrození zábavného a poučného měsíčníku Zvony, který vydávali společně s Františkem Kořízkem.
Do českoamerické historie se zapsal jako redaktor Slávie i státní poslanec za Demokratickou stranu Karel Jonáš.
K rozvoji českých novin v Americe významně přispěl i Václav Šnajdr, který se stal spoluredaktorem Slávie od září 1869 do roku 1872 a současně pracoval jako výpomocný redaktor u Amerikána. Později přešel do redakce Pokroku Západu. Šnajdr také řídil 33 let týdeník Dennice Novověku.

## Zvony(červen – listopad 1863)
Jednalo se o pobočný list Slávie. V redakci byl Karel Jonáš a vydavateli byli František Kořízek a Vojtěch Mašek. Zvony měly nedostatek českých písmen a proto většina z 8 stran byla tištěna švabachem. Pravidelným průvodcem Zvonů se stal „Zvoneček“, který si chtěl „ … všímati též poněkud politiky, ale jenom tak špásem a nechce se nazývati listem politickým, zůstávaje vždy věren hlavně úloze své, býti poctivým čtverákem a prostým zábavníkem“.

## Pozor(několik období mezi lety 1863 až 1867)
Nový český týdeník Pozor (později Pozor Americký) vyšel dne 17. října 1863 v St. Louis. Vydavateli byli Karel Alis a František Pešek. V provolání ke všem americkým Čechům slibovali, že Pozor bude: „vždy pečovati o náš národ, jako věrná matka o své děti, která se vždy snaží, by v míru a lásce živy byly“. Po vydání 16 čísel odstoupil z redakce Karel Procháska a redaktorem se stal se Jan Alois Oliverius. Týdeník poté měnil několikrát majitele.
Velmi časté byly slovní bitvy mezi jednotlivými časopisy, např. bojovný republikán Jan Alois Oliverius nevynechal jediné příležitosti, aby se neutkal s Karlem Jonášem. Dne 10. ledna 1867 byla dokonce pro zklidnění situace uzavřena mezi redakcemi Pozoru a Slávie dohoda „...jak nakládat s došlými dopisy“.

## Pokrok(1867–1878)
Po Racine, Cedar Rapids a Clevelandu se do popředí českých osad v Americe dostávalo Chicago. V roce 1852 a 1853 zde rostl počet rodilých Čechů. V polovině sedmdesátých let zde sice žilo 6 000 osob, ale českým novinám se dlouho nedařilo. Úspěšný byl až týdeník Pokrok. V prvním ročníku pracoval v redakci Josef Pastor a i za tuto krátkou dobu výrazně přispěl k vysoké obsahové úrovni. Noviny měly román na pokračování Katané Národa, koutek „Pro domácnost“ nebo „Zajímavosti“ a zajímavé informace o životě ve staré vlasti. Josef Pastor byl aktivní ve spolkovém životě našich krajanů až do srpna 1872, kdy se stal vystěhovaleckým agentem v Hamburku. Evangelický farář František Boleslav Zdrůbek bojoval v Pokroku proti oficiálnímu katolictví. Stal se později vydavatelem a redaktorem týdeníku. Nicméně výrazněji přispěl k rozvoji českých novin až po roce 1875.
V květnu 1868 se Pokrok přestěhoval do Racine a od června 1870 vycházel jako orgán Americké národní jednoty v Cedar Rapids. Novinkou v Pokroku byly kresby k básním nebo článkům. S redakcí Pokroku se Zdrůbek rozloučil v září 1871 a po něm převzal redakci Jan Vratislav Čapek.
Pokrok byl velmi oblíbeným listem, dokládá to 1100 odběratelů.

## Katolické noviny(říjen 1867 – květen 1868)
Za zakladatele českého katolického tisku v Americe je považován monsignore Josef Hessoun. Katolické noviny vydávala skupina českých katolických duchovních z Chicaga. V novinách pracovali jako redaktoři Josef Molitor, Miloš Novotný a především Anton Jurka.
Jurka do Katolických Novin přešel z redakce Pozoru Amerického. Byl jednatelem chicagského Sokola a členem Národního výboru v Chicagu. Tento výbor měl podle usnesení třetího sjezdu z července 1893 zabezpečit napsání dějin českého národa v angličtině, založit tiskovou kancelář a shromažďoval údaje o českoamerickém přistěhovalectví. Mezi členy Národního výboru jsou známá jména: Václav Šnajdr, Jan Vratislav Čapek, František Boleslav Zdrůbek, Karel Jonáš, Jan Rosický, Lev Jan Palda a další.

## Národní Noviny (II)(1868–1871)
V listopadu 1869 se J. B. Bělohradský setkal v Českém hostinci v St. Louis s básníkem Josefem Václavem Sládkem a získal ho pro vedení redakce druhých českých novin tohoto názvu. J. V. Sládek byl vítanou posilou pro českoamerické novinářství směřující k povzbuzení a oživení českého národního hnutí a jeho posílení v americkém prostředí.
Po Sládkovi převzal redakci Národních Novin (II) Lev Jan Palda a po něm Jan Rosický. Po návratu do Čech hodnotil J. V. Sládek práci novinářů za mořem: „ ... co si jen vyžádalo pouhé vypátrání většího počtu předplatitelů, to si prý žádný vydavatel nedovede představit. Byly tu i další problémy: Naprostý nedostatek peněz, zprvu i česká osamocenost redaktora, který vykonává všechny práce“.
Národní Noviny (II) v lednu 1871 zanikly a pokračovatelem se staly Občanské listy (1871–1873) a Nová Doba (1871).
I přes obtíže při zakládání a udržování českých novin v USA se vždy našlo několik nadšenců, kteří s pílí a bezpříkladnou obětavostí vydávali další noviny, protože se přesvědčili, že jen mateřština může vlévat do duší a srdcí vzpomínky a ty zase lásku k jejich staré vlasti. V polovině roku 1869 si tak český čtenář již mohl vybrat ze tří titulů: Slávie, Pokrok, Národní Noviny (II). Docházelo k novým pokusům vydávat další noviny příp. časopisy. Slávie přinesla zprávu 1. září 1869 o přípravě dalších novin. Konec roku ukázal, že se od většiny záměrů ustoupilo a vyšly pouze dva nové tituly. Byly to Národní Noviny (II) a Slovan Amerikánský (II). Národní Noviny (II) zanikly v lednu 1871, zatímco Slovan Amerikánský (II) vycházel několik desetiletí.

## Slovan Amerikánský (II), pozdějiSlovan Americký(listopad 1869 – 1910)
Noviny tohoto názvu s podtitulkem: „Týdeník pro politiku věd umění, zábavu a vzájemnost všech Slovanů Amerických“ vyšly v Iowa City. První číslo se objevilo mezi čtenáři 5. listopadu 1869. Vydavatelem a současně redaktorem byl Bárta Letovský a spol.
Během prvních třech let významně přispíval a byl „duší“ těchto novin František Matouš Ladimír Klácel (dále Ladimír Klácel). Jedná se o jednu z nejvýraznějších postav mezi českými spisovateli první poloviny 19. století, muž „ .. jeho žhavou touho bylo vésti národ dále, vždy dále tam, kde na základě jednotlivých národností se klene velebný chrám člověčenstva ..“. Byl horlivým propagátorem svobodomyslnosti i duchovním vůdcem značné části naší americké emigrace. Zanechal za sebou bohatou činnost na novinářském poli. Po 3 letech odešel ze Slovana Amerikánského a vydával Hlas Jednoty Svobodomyslných, trojtýdeník Svojan a Hospodář Americký.

## Amerikán(duben 1870, březen – listopad 1872), pozdějiPokrok Západu a Amerikán(prosinec 1872)
Měl to být zábavný měsíčník, který měl vyplnit existující mezeru v českoamerickém novinářství. Po prvním čísle v roce 1870 se však časopis odmlčel na téměř dva roky. Nové číslo, opět uváděné jako první, vyšlo dne 21. března 1872. Do 21. listopadu 1872 vyšlo 33 čísel. V té době musel Karel Jonáš převzít redakci Slávie, odkud odešel Václav Šnajdr a Amerikán přešel do rukou Eduarda Rosewatera z Omahy. Od 4. prosince 1872 vycházejí pod spojeným názvem Pokrok Západu a Amerikán.

## Orgán Jednoty Svobodomyslných(leden – červenec 1871)
Jak vyplývá z názvu, šlo o organizační měsíčník Jednoty Svobodomyslných, jehož ředitelem byl František Boleslav Zdrůbek, žák Ladimíra Klácela. Podle Tomáše Čapka zanikl tento list v červenci roku 1871. Tiskl se v Chicagu. Orgán jednoty Svobodomyslných nahradil od srpna 1871 měsíčník Pravda. Zprávu o jeho vydávání se objevila v Pokroku č.10, ročník V., ze dne 11. srpna 1971.

## Nová Doba(únor – květen 1871) aObčanské Listy(březen 1871 – 1873)
Oba tituly vydával Karel Alis. Nová doba měla být politickým a zábavným týdeníkem: „… tento list začne vycházet začátkem února 1871 v Chicagu ve velkém formátě, obsahu bohatého a jadrného. Politika jeho jsouc neodvislou, bude zastávati to, co k blahobytu prospívá, poučování směřovati bude hlavně k rozřešení společenských otázek a k rozšiřování vědy rolnické a v zábavné části přinášeti bude nejlepší výkvět z literatury české.“. Nová doba brzy zanikla a byla jí vytýkána neserióznost.
První číslo Občanských listů vyšlo v březnu 1871. Redakci řídil Jan Alois Oliverius. Občanské listy byly politickým a zábavným týdeníkem zaměřeným republikánsky. Politická linie je patrná i z programového prohlášení, v němž se vytyčovaly zásady protiotrokářské a zejména požadavek úplné rovnosti všech před zákonem.
Českým novinám v Americe šlo o organizování Čechů, jejich sjednocování. V St. Louis se sjednocovali kolem Občanských Listů (mimochodem v červnu 1870 zde žilo 2652 krajanů). Stejný úkol plnila Slávie v Racine, Pokrok v Clevelandu, Slovan Americký (II) v Cedar Rapids a Orgán Jednoty Svobodomyslných v Chicagu. České novinářství se od roku 1871 začalo dotýkat i New Yorku. 

## Lucerna(1871)
V roce 1854 žilo v New Yorku pouze 40 českých rodin a počet se zvýšil teprve v roce 1862, když do New Yorku přijela velká skupina sedleckých doutníkářů. Doutníkáři vytvářeli nejaktivnější skupinu českého přistěhovatelství. V New Yorku překvapivě se dlouho žádné české noviny nevydávali. Český dopisovatel Slávie psal: „New York, jedno z předních měst nevynikal ničím zvláštním a pro všechny Čechy v Americe užitečným. Jiná města, jako St.Louis, Chicago a Cleveland mají své české časopisy. Jen New York s tolikerou příležitostí k vydání novin a s poměry slibující zabezpečenou existenci, nepřivedl to posud tak daleko„. S cílem stmelit naše krajany v New Yorku vyšel 15. dubna 1871 množený týdeník Lucerna. Redaktorem byl Lev Jan Palda, označovaný často za dělnického vůdce a socialistického buřiče. Další čísla pravděpodobně nebyla vydána, protože v květnu 1871 Palda odjel z New Yorku na americký západ. New York tedy opět zůstal bez českých novin.

## Pokrok západu(1871–1909)
Dopisovatelem českých novin v západních částech Ameriky byl první Čech v Nebrasce Alois Libor Šlesinger. Větší význam však měl Edward Rosewater, vydavatel Pokroku Západu. Rosewater zakoupil Amerikán, vydávaný racinskou Slávií a koncem roku 1872 vyšly sloučené noviny Pokrok Západu a Amerikán. Spoluredaktorem těchto spojených novin se stal Slávie Václav Šnajdr. Týdeník pod Šnajdrovým vedením přinášel zprávy z Ameriky i ze světa, politické noticky, články vědecké, hospodářské, lékařské, statistiky, rozmar, drobnosti atd. V srpnu 1873 převzal vedení novin František Boleslav Zdrůbek. Po jeho odchodu nastoupil do redakce Josef Novinský. S Pokrokem Západu je spojen další krajan, rodák z Kutné Hory Robert V. Miškovský.
Od 1. března 1876 byl redaktorem a později i vydavatelem Jan Rosický. Vedle tohoto týdeníku vydával Jan Rosický i měsíčník Česko-Slovanských Podporujících Spolků.
Pokrok Západu měl svá místní vydání. Vycházel tak: Dakotský Pokrok, Creteský Pokrok, Iowský Pokrok, Kansaský Pokrok a Minnesotský Pokrok.
V březnu 1872 přinesla Slávie článek nazvaný „Časopisectvo ve Spojených státech“. Obsahuje oficiální údaje o počtu neanglických časopisů. V německém jazyku vycházelo 341 novin a časopisů, ve skandinávských jazycích celkem 18, ve španělštině 7. U českých novin bylo s Amerikánem celkem 8 titulů. Podle stavu v polovině roku 1871 bylo české novinářství již na třetím místě. Největší pokrok učinil český tisk, neboť připadal jeden časopis na 18 750 českých dušiček.

## Hlas(1872, 1874, 1906 a další)
Jedná se o druhý katolický časopis po  Katolických Novinách. Jeho duší byl opět kněz Josef Hessoun. Spolu s dalšími nadšenci (Josef Molitor, Augustyn Lang, František Mikota a Josef Malý) odkoupili zařízení po Katolických Novinách. Začátky byly ovšem těžké, čtenářů bylo málo a titulů bylo několik. Jeho vydávání sice oznámili v roce 1872, ale pravidelně začal vycházet až od 7. října 1974. Podle Národa z 31. října 1930 vycházel i po smrti Hessouna, tedy po roce 1906. Hlas měl zábavnou přílohu zvanou „Zábavník“. Největšími soupeři katolickému Hlasu byli svobodomyslní.

## Prapor Svobody(srpen 1872 – březen 1873)
Byl to týdeník vydávaný v Chicagu Čeňkem Durasem. Ten byl zprvu společníkem ve velkém tiskařském podniku Augusta Geringera. Po rozchodu s Geringerem založil Duras vlastní tiskárnu, kde byl tištěn tento list. Prapor Svobody zanikl v březnu 1873. Bylo vydáno 30 čísel, o nichž se nechvalně vyjádřil Pokrok Západu.

## Hlas Jednoty Svobodomyslných(únor 1872 – únor 1881)
Redaktorem a současně i vydavatelem byl Ladimír Klácel. První číslo tohoto týdeníku vydal 19. února 1872 v Iowa City po titulem: „Osmělme se zmúdřeti!“ List měl sloužit k výchově českého čtenáře a současně i cílům svobodomyslného hnutí.

## Svojan(červen 1873)
Tento list je také spojen s Ladimírem Klácelem, který přešel do Chicaga k organizování přívrženců jeho myšlenkového hnutí. Byl to trojtýdeník vydávaný spolu se Svobodnou obcí Chicaga.

## Diblík(1872–1873, 1879–1883)
První číslo clevelandského Diblíka vyšlo 15. listopadu 1872. Pod stejným názvem vycházel tento humoristický a satirický týdeník i v letech 1879 až 1883 a to jako příloha Dělnických Listů. V Diblíku spojili své schopnosti velmi aktivní Čapkové:
- Vydavatelem byl Josef Čapek, poté co se vzdal redakce Pokroku.
- Redigoval Jan Vratislav Čapek, který prý v humoristickém veršování neměl soupeře. Jeho novinářská a vydavatelská činnost byla poměrně bohatá. Tak např. v letech 1871 až 1873 pracoval v Pokroku. Dále řídil redakci Národních Novin (III), Diblík (1872 až 1873) a další vydávání z roku 1879. Byl také redaktorem Dělnických Listů a New Yorských Listů v roce 1884 až 1876, a u těchže novin byl vydavatelem v letech 1876 a 1877.
- Ladislav Matěj Čapek vypomáhal v Diblíkovi a v Národních novinách. Pracoval jako učitel a měl i svou vlastní tiskárnu, kde tiskl New Yorské Listy, což byl po Svornosti druhý český deník.
- Tomáš Čapek byl redaktorem Pokroku Západu a v roce 1883 vydával Patriot.

„Proč právě Diblík? Čech se rád směje a chce se všude smát, poveselit i zde v Americe, kde lidé pro samý byznys, nemají se trochu poveselit. Tady je smutno bylo nám všem, když jsme sem přišli a nemůžeme si zvyknout na tu americkou vážnost. Nám nejsou peníze a obchod všecko, chceme mít také obveselení.“

## Národní Noviny (III)(říjen 1873 – září 1874)
V pořadí jde již o třetí noviny stejného názvu. První vycházely v letech 1860–1861. Tento týdeník byl pokračováním clevelandského Diblíka a začal vycházet od 2. října 1873. Měl vždy 8 stran a řadu vyobrazení. I tyto noviny byly vedeny vznešeným cílem „ … ze všech sil pracovati na udržení a povznesení národnosti naši mezi cizím živlem roztroušené, povzbuzení ke svornosti a bratrství, vybízet k užitečné činnosti, hájit národnost naší a sloužit k prospěchu národnosti“. Proto se týdeník věnoval oživení činnosti Národní jednoty – ústředí českých spolků. Novinám však chyběla větší podpora a proto list zanikl.

## Chicagský Věstník(říjen 1873 – červenec 1880), pozdějiObčan(červenec – říjen 1880)
Vydavatelem a současně redaktor byl Jan Alois Oliverius. Na počátku byl věstník podporován podnikatelskými kruhy a vycházel zdarma. Od července 1880 se věstník přejmenoval na denní list Občan. Tyto noviny zanikly 30. října 1880. Vydával je také August Geringer a Josef Langmayer.

## Hlas Pravdy(1874)
Vydavatelem Hlasu Pravdy byl prof. František Kún a kněz H. Fairall. Šlo o první evangelické noviny (měsíčník) a druhé číslo bylo vydáno v březnu 1874. Další údaje se nepodařilo získat.

## The Saline County Posts českou přílohou (1874)
Tyto noviny byly nazvány podle místa vydávání v okrese Crete (stát Nebraska). V této oblasti žila početná skupina českých přistěhovalců. Tyto dvoujazyčné noviny vydával Čeněk Duras. Tři stránky byly v anglickém jazyce a jedna stránka česky. Česká příloha přestala vycházet v srpnu 1874.

## New Yorské Listy(1874 – 1877)
Zatím co řada amerických měst se svými českými menšinami měla za sebou několikaletou existenci českých novin, byl New Yorku bez českého časopisu až do roku 1874, kdy začaly vycházet New Yorské Listy. Vydavatelem byl český národní spolek v New Yorku – Slovanská Lípa. V redakci pracoval J. J. Rendl, na jeho místo nastoupil koncem roku 1874 Jan Vratislav Čapek. Po jeho nastoupení se list rozšířil na 8 stran. Po prodeji New Yorských Listů se skupina newyorských Čechů, mezi nimi byl F. Rázný, F. Daneš a J. V. Matějka, rozhodla vydávat list téhož názvu až do sloučení s Dělnickými Listy.

## Dělnické Listy(1875–1883), pozdějiDělník Americký(1877–1883)
První číslo nových listů se dostalo ke čtenářům dne 22. května 1875 v Clevelandu (stát Ohio). Dělnické Listy vydávala Socialistická dělnická strana ve Spojených státech. Organizátorem byl především František Škarda. V redakci se vystřídali Lev Jan Palda, Jan Vratislav Čapek, J. Buňata, Leon Kochman a Jaroslav Chudoba. Dělnické Listy se po sloučení s New Yorskými Listy přestěhovaly do metropole a vycházely pod názvem Dělník Americký. Nejprve vycházely jako deník a od roku 1877 jako týdeník. V roce 1883 ohlásili úpadek tohoto „dělnického“ listu – příčinou byla stávka sazečů „dělníků“.

## Svornost
Český tiskařský podnikatel August Geringer spolu s Františkem Boleslavem Zdrůbkem, zkušeným redaktorem a dalšími krajany, vydali první český denní list, kterým byla chicagská Svornost. Češi v Americe tak měli vlastní noviny, kterými byli každodenně ve spojení s celým světem a i se starou vlastí. Tento čin byl významným obohacením a posílením českého vědomí.

### Digitalizované tituly
Pozn.: Letopočet v závorce označuje roky vycházení, jak jsou uvedeny v článku, nikoliv rozsah digitalizovaných ročníků.
- Slowan Amerikánský (1860–1861)
- Národní Noviny (21. ledna 1860 – 24. června 1861)
- Slávie (30. září 1861 – 1918)
- Pokrok (1867–1878)
- Národní Noviny (II) (1868–1871)
- Slovan Amerikánský (II), později Slovan Americký (listopad 1869–1910)
- Hlas (1872, 1874, 1906 a další)
- Národní Noviny (III) (říjen 1873 – září 1874)